# برج حمد
برج حمد ناطحة سحاب تجارية في حي العليا بالرياض، المملكة العربية السعودية، يقع بجوار برج الفيصلية. بارتفاع 163 مترًا (535 قدمًا)، ويعتبر أطول مبنى في الرياض والأعلى في المملكة العربية السعودية. تم بناؤه بين عامي 2010 و2016 وهو أحد المعالم البارزة في المدينة. سمي البرج على اسم الشيخ حمد بن صالح الحمودي ويحتوي على عدة مكاتب للشركات المتعددة الجنسيات، مثل شركة آتكينز وهولمان فينويك ويلان وسيسترا وسامسونج ولينوفو وغيرها.

## المستأجرين الرئيسيين
- آتكينز[8][9][10][11][12]
- بنك قطر الوطني[13]
- هولمان فينيويك ويلا
- سيسترا[14]
- مجموعة إيجيس[15]
- تايم للترفيه[16]
- يونايتد للتكنولوجيا الحديثة
- تيرنر وتاونسند[17]
- شركة كوني[18]
- إكسيلترا[19]
- يونيفونيك[20]
- سامسونج[21]
- لينوفو[22]
- سيمكورب[23]
- شركة آيكون السعودية
- مجموعه درايف تريت